# アスピドケロン

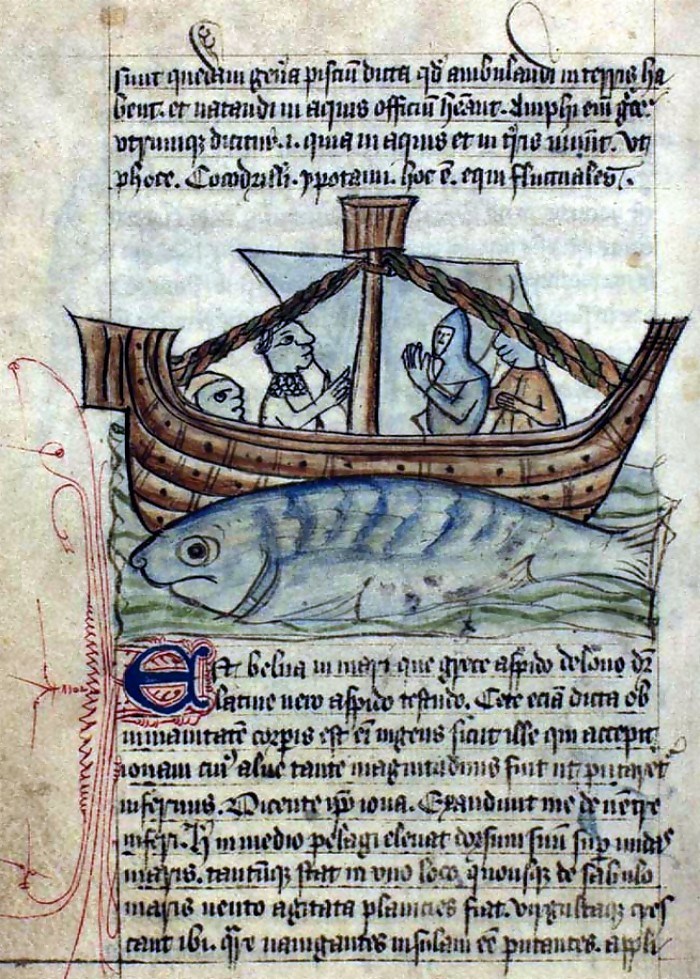
アスピドケローネ。『アン・ウォルシュ動物寓意譚』第59葉裏より、15世紀、デンマーク王立図書館蔵、コペンハーゲン。

アスピドケロン（英語 : Aspidochelon）、アスピドケローネ（ギリシア語: Ασπιδοχελώνη, ラテン語: Aspidochelone）は、北欧に伝わるクジラに似た海の怪物である。ギリシア語で｢蛇亀｣（ασπίς「ヘビ」+ χελώνια「カメ」）を意味する。別名、ファスティトカロン（Fastitocalon, 「大洋の流れに浮かぶもの」）。

## 解説
クラーケンにも似ており、巨大な海亀や魚のような姿をしており、背中に苔をはやし、浮島のように移動するといわれる。
中世のヨーロッパでは、海のただ中に浮かんでいたアスピドケロン（アスピドケローネ）を島と誤認して上陸した船乗り達が焚き火を始めたところ、アスピドケロンが目を覚まして海中に沈み、船乗り達は脱出が間に合わず溺死したりした、という噂が信じられていたという。